# جمهوری پاپوآی غربی
جمهوری پاپوآی غربی (به لاتین: Republic of West Papua) یک دولت به رسمیت شناخته‌نشده در منطقه پاپوآی غربی در اندونزی است که در آسیای جنوب شرقی واقع شده‌است.
جمهوری پاپوآی غربی متشکل از استان‌های پاپوآ و پاپوآی غربی است که به‌طور یک جانبه در ژوئیه ۱۹۷۱ اعلام شد و تنها توسط کشوری جزیره‌ای و کوچک وانواتو پشتیبانی می‌شود و ادعای اشغال شدن توسط اندونزی را دارد. چندین سازمان و جنبش شبه‌نظامی و اجتماعی در حال مبارزه در درگیری پاپوآ برای استقلال غرب پاپوآ هستند.
در سال ۲۰۱۴، جناح‌های جنبش استقلال غرب پاپوا در بندر ویلا ملاقات و توافق کردند تا به عنوان یک گروه، «جبهه متحد آزادی غرب پاپوا» متحد شوند.